# ياسمين مصطفى (رائدة أعمال)
ياسمين مصطفى هي رائدة أعمال أمريكية، ومديرة تنفيذية، وناشطة في مجال التكنولوجيا الموجهة للنساء. تقيم في مدينة فيلادلفيا.
وُلدت في مدينة الكويت عام 1982، وعاشت هناك حتى بلغت الثامنة من عمرها. وعندما اندلعت حرب الخليج اضطرت أسرتها إلى الإجلاء والانتقال إلى الولايات المتحدة الأمريكية. وبعد وصولهم إلى أمريكا، وُلد شقيقها الأصغر، واستقرت الأسرة في مدينة فيلادلفيا، حيث تعلمت اللغة الإنجليزية وأمضت بقية طفولتها هناك. كانت أول وظيفة لها هي العمل في متجر 7-11 الذي كان مملوكا لوالدها.
دخلت مجال التكنولوجيا في سن الرابعة والعشرين عندما تدربت في شركة استشارات تقنية أثناء التحاقها ببرنامج ريادة الأعمال في جامعة تمبل بفيلادلفيا. تطورت في العمل داخل الشركة حتى عرض عليها مالكها، سكيب شودا، وظيفة بعد تخرجها من الجامعة. أثناء عملها في هذه الشركة، خطرت لها فكرة تأسيس شركتها الأولى "لينك ات 123". التحقت مصطفى بجامعة تمبل بدوام جزئي، وكانت تمول تعليمها بنفسها، وتخرجت بمرتبة الشرف العليا عام 2006.

## الحياة المهنية
أسست مصطفى عدة شركات من بينها:

### لينك ات 123
في عام 2009، أطلقت مصطفى شركة لينك ات 123، وهي شركة أُنشئت لمساعدة الكُتّاب على تحقيق دخل من مدوناتهم. شغلت منصب المديرة التنفيذية للشركة حتى قامت ببيعها عام 2011.

### فرع "فتاة تطورها" (فيلادلفيا)
كما أسست مصطفى فرع مدينة فيلادلفيا لمنظمة فتاة تطورها غير الربحية، التي تُعنى بتعليم تطوير الويب وتطوير البرمجيات للنساء. تعرّفت على المنظمة عبر موقع "تويتر"، وسجّلت في إحدى دوراتها وأكملتها. وبعد انتهائها، تواصلت مع المدربة (مؤسسة المنظمة) لمناقشة فكرة التوسّع، وبعد ستة أشهر افتتحت فرع فيلادلفيا.

### زئير من أجل الخير
تشغل مصطفى منصب الرئيسة التنفيذية والمؤسِّسة المشاركة لشركة روار (التي كانت تُعرف سابقًا باسم زئير من أجل الخير)، والتي أُطلقت عام 2015. جاءت فكرة المشروع لمصطفى وهي في الثلاثين من عمرها أثناء رحلة لمدة ستة أشهر إلى دول ناطقة بالإسبانية، حيث سمعت قصصًا مروّعة عن نساء تعرضن لاعتداءات أو تحرشات جنسية. وعند عودتها، اكتشفت أن جارتها قد تعرضت للضرب المبرح والاغتصاب. وهذه الحوادث هى ما دفعها إلى التفكير في حلول لمواجهة العنف ضد النساء.
بعد بحثها مع فريقها، توصّلوا إلى فكرة جهاز "أثينا"، وهو زر إنذار أنيق مصمم لإخافة المهاجمين من خلال إطلاق رسالة صوتية تحذيرية، وإخطار جهات اتصال محددة مسبقًا بموقع مرتدية الجهاز عند الضغط عليه.
مع مرور الوقت، طورت شركة روار منتجاتها وتقنياتها، وهي تقدم اليوم أزرار إنذار قابلة للارتداء، وأزرار إنذار مباشرة إلى خدمة الطوارئ 911، وأزرار الإنذارات المثبتة أسفل المكاتب. يعكس هذا التطور إيمان ياسمين العميق بأنّه لا ينبغي لأحد أن يعيش في خوف أثناء سعيه لكسب رزقه.

## أنشطة أخرى
- في عام 2024، كانت مصطفى عضوًا في مجلس إدارة منظمة كودد باي كيدز.[9]

- كما تُقدّم بودكاست يركز على الأعمال ووسائل الإعلام.[10][11]

## التكريمات
في عام 2016، تم تكريم مصطفى ضمن سلسلة 100 امرأة السنوية،والتي تبثها هيئة الإذاعة البريطانية بي بي سي، والتي تعترف بالإنجازات البارزة للنساء في جميع انحاء العالم.

## روابط خارجية
- Yasmine Mustafa website
- ROAR official website